# 下町 (横浜市)
下町（しもちょう）は、神奈川県横浜市磯子区の町名。丁番を持たない単独町名である。住居表示実施済み区域。

## 地理
磯子区の北部に位置する。堀割川の左岸にあたる。北で坂下町、東で中区寺久保・根岸旭台、西で堀割川を跨いで滝頭、南で西町・原町と接する他、磯子橋上の一点で中浜町と接している。町内は大半が平地であるが、東端に南北に走る崖があり、ここで警察署の管轄が分かれる。東の高台は山手警察署の管内で、近年マンションが建った他、一部は戦後米軍に接収され根岸住宅地区となっている。西側大部分を占める平地は磯子警察署の管内で、住宅地になっている。町内全域が横浜市立根岸小学校・横浜市立根岸中学校の学区である。

### 河川
- 堀割川 - 西辺を南流する人工河川。町内の西端に磯子橋があり、対岸は国道16号となっている。

### 地価
住宅地の地価は、2024年（令和6年）7月1日の神奈川県地価調査によれば、下町9-3の地点で24万円/m²となっている。

## 歴史

### 沿革
- 1874年（明治7年） - 堀割川完成。
- 1889年（明治22年）4月1日 - 町村制施行により、根岸村が村制施行。
- 1901年（明治34年）4月1日 - 横浜市に編入。
- 1923年（大正12年） - 関東大震災で堀割川などが被災。
- 1927年（昭和2年）4月1日 - 区制施行で磯子区が誕生し、横浜市磯子区西根岸町字下となる。同時に鶴見区・神奈川区・中区・保土ケ谷区が発足し、市内5区となる[7]。
- 1928年（昭和3年） - 堀割川復興工事完了。現在の石積みの護岸ができあがる[8]。
- 1933年（昭和8年）4月1日 - 西根岸町廃止。字下から西根岸下町を新設[9][7]。
- 1944年（昭和19年）頃 - 空襲による延焼防止のため建物疎開を実施し、町内を南北に貫く根岸疎開道路と、南端を東西に走る磯子橋通疎開道路が完成。
- 1947年（昭和22年） - 高台の一部が「エリアX」として米軍に接収される。現在の根岸住宅地区[10]。
- 1963年（昭和38年） - 現在の磯子橋が竣工。
- 1964年（昭和39年） - 国鉄根岸線開通に伴い、横浜市営バス78系統開設。町内をバスが通るようになる。
- 1965年（昭和40年）7月1日 - 西根岸下町から下町に町名変更[11]、住居表示実施。
- 2003年（平成15年） - 旧柳下邸を根岸なつかし公園として整備し公開[12]。
- 2004年（平成16年） - 日米合同委員会において、根岸住宅地区の返還が合意された[10]が、2012年8月現在、具体的な返還時期については決まっていない。

## 世帯数と人口
2025年（令和7年）6月30日現在（横浜市発表）の世帯数と人口は以下の通りである。
| 町丁 | 世帯数  | 人口    |
| ---- | ------- | ------- |
| 下町 | 689世帯 | 1,163人 |

### 人口の変遷
国勢調査による人口の推移。
| 年                 | 人口  |
| ------------------ | ----- |
| 1995年（平成7年）  | 1,247 |
| 2000年（平成12年） | 1,265 |
| 2005年（平成17年） | 1,200 |
| 2010年（平成22年） | 1,124 |
| 2015年（平成27年） | 1,138 |
| 2020年（令和2年）  | 1,140 |

### 世帯数の変遷
国勢調査による世帯数の推移。
| 年                 | 世帯数 |
| ------------------ | ------ |
| 1995年（平成7年）  | 532    |
| 2000年（平成12年） | 569    |
| 2005年（平成17年） | 580    |
| 2010年（平成22年） | 571    |
| 2015年（平成27年） | 599    |
| 2020年（令和2年）  | 646    |

## 学区
市立小・中学校に通う場合、学区は以下の通りとなる（2024年11月時点）。
| 番地 | 小学校             | 中学校             |
| ---- | ------------------ | ------------------ |
| 全域 | 横浜市立根岸小学校 | 横浜市立根岸中学校 |

## 事業所
2021年（令和3年）現在の経済センサス調査による事業所数と従業員数は以下の通りである。
| 町丁 | 事業所数 | 従業員数 |
| ---- | -------- | -------- |
| 下町 | 18事業所 | 104人    |

### 事業者数の変遷
経済センサスによる事業所数の推移。
| 年                 | 事業者数 |
| ------------------ | -------- |
| 2016年（平成28年） | 13       |
| 2021年（令和3年）  | 18       |

### 従業員数の変遷
経済センサスによる従業員数の推移。
| 年                 | 従業員数 |
| ------------------ | -------- |
| 2016年（平成28年） | 62       |
| 2021年（令和3年）  | 104      |

## 交通

### 鉄道
町内に駅はない。1912年（明治45年）から1972年（昭和47年）3月までは横浜市電が堀割川対岸の国道16号を走っていたが、磯子橋には停留所はなかった。
最寄り駅はJR根岸線根岸駅であり、町内からは徒歩10～15分程度かかる。

### バス
町内にバスは通るがバス停はない。最寄りとなるのは以下の3つのバス停である。
- 下町
  - 西町と原町の境界線上にあり、町内の南端にある下町交差点の南にあたる。町内を通過するのは以下の3系統のみである。
    - 横浜市営バス 78系統・133系統・135系統
- 坂下公園前
  - 坂下町にある。下町の隣のバス停にあたる。
    - 横浜市営バス 78系統・133系統・135系統
- 磯子橋
  - 磯子橋の堀割川対岸にある。
    - 横浜市営バス 9系統・113系統・327系統(113系統の急行)
    - 横浜京急バス 110系統

## 施設
- 根岸住宅地区 - 在日米軍(海軍)の住宅地。
- 磯子下町公園

### 根岸なつかし公園
- 根岸小学校近くに、有力商人の柳下氏により大正中期に建てられた洋館付き住宅の旧柳下邸。1996年に横浜市が土地を取得、建物の寄贈を受け、2003年2月に根岸なつかし公園として公開している[12]。旧柳下邸は2002年に横浜市指定有形文化財に指定された[23]。

## その他

### 日本郵便
- 郵便番号 : 235-0004[3]（集配局：磯子郵便局[24]）

### 警察
町内の警察の管轄区域は以下の通りである。
| 番・番地等 | 警察署     | 交番・駐在所 |
| ---------- | ---------- | ------------ |
| 全域       | 磯子警察署 | 根岸駅前交番 |

## 参考資料
- “横浜市町区域要覧” (PDF).   横浜市市民局 (2016年6月). 2022年9月6日閲覧。